# Marche des bersagliers
La Marche des bersagliers ou Flik Flok est l'hymne des bersagliers, composé 25 ans après la création de l'unité d'élite de l'Armée de terre italienne et de sa fanfare, considéré par les patriotes italiens, et demeuré dans la mémoire collective, comme le symbole musical de l'unification. 

## Historique

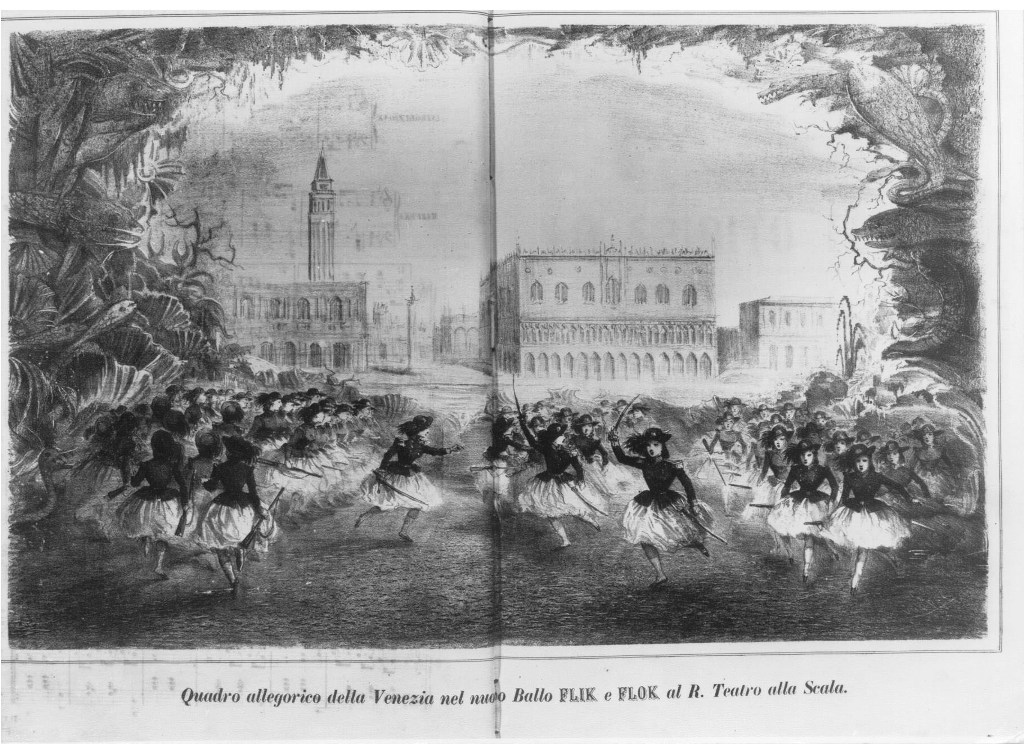
Les ballerines-bersaglières du ballabile de la lagune de Venise dans le ballet Flik-Flok de Paolo Taglioni à La Scala de Milan en 1862.

En 1858, Paolo Taglioni monte un ballet dont la pièce maîtresse est le voyage de deux amis à travers les nations européennes, tout au long de la Seine, de la Tamise, de la Neva et de la Spree. La musique est composée par Peter Ludwig Hertel. La première du ballet en trois actes et six tableaux est donnée au Komisches Zauberballet de Berlin sous le titre Die Abenteuer von Flick und Flock le 20 septembre 1858,
Quelques mois après la proclamation de la jeune nation, le ballet fait ses débuts en Italie sous le titre des Avventure di Flik e Flok, en commençant par la Scala de Milan. À l'époque le sentiment patriotique unitaire a envahi les théâtres où les spectateurs attendent des opéras et des ballets qu'ils célèbrent les idéaux de liberté et d'indépendance. Taglioni adapte la scène des fleuves en remplaçant la Sprée par la lagune de Venise. Sur fond de place Saint-Marc, les élèves de l'école de ballet scaligère en tutu, veste de bersaglier sur les épaules et cappello piumato sur la tête, exécutent un ballabile mimant une manœuvre sur un rythme effréné de galop inspiré à Hertel par le passo di corsa des fanti piumati. Venise étant encore sous domination autrichienne, l'allusion est claire : aux bersagliers de terminer l'œuvre d'unification,. 
Le succès est immense : le ballet est donné 72 fois. Les troupes autrichiennes quittent Venise le 19 octobre 1866 et, le 28 février 1867, le ballet est représenté au théâtre de la Fenice rouvert, où le public acclame le prince Amédée et Giuseppe Garibaldi présents dans la salle. Il est repris en 1870 au teatro Argentina, un mois après la prise de Rome à la Porta Pia par les bersagliers. L'année suivante il est donné au teatro San Carlo de Naples. À chaque reprise l'enthousiasme du public des patriotes italiens est délirant,. 
La marche de Hertel accompagnant le tableau des ballerines-bersaglières est tellement fascinante qu'elle est entonnée dans les rues par le peuple sur des paroles improvisées toujours différentes. Les bersagliers eux-mêmes adaptent sur la musique de Hertel les paroles qui rappellent la blessure de Giuseppe Garibaldi à la Bataille de l'Aspromonte. En 1886, la partition de Peter Ludwig Hertel est arrangée par le maestro Raffaele Cuconato sur des paroles du poète piémontais Giovanni Gastaldi (pms). C'est ainsi que la musique du ballet de Paolo Taglioni est devenue l'hymne des bersagliers. Le public, et les bersagliers eux-mêmes, nomment parfois la marche par le titre raccourci du ballet Flik Flok,.

## Paroles
| Texte en italien Quando passano per la via gli animosi Bersaglieri, sento affetto e simpatia pei gagliardi militari. Vanno rapidi e leggeri quando sfilano in drappello, quando il vento sul cappello fa le piume svolazzar. L'Italia in mezzo secolo copertasi di gloria fu addotta alla vittoria dal prode Bersaglier. Lo stuolo di La Marmora sui campi di Crimea, la foce Eridanea ritolse allo stranier. Splende al sol d'Italia del Bersagliere la carabina, dalle giogaie alla marina è chiuso il varco all'invasor. Dove gemono i dolori primo accorre il Bersagliere, che dà al misero i tesori di bontade e di fortezza. Marcia a capo delle schiere ordinate per l'assalto, non discende dallo spalto finché il fuoco cesserà. Caduto in riva all'Adige, risorto a Solferino, pugnando a San Martino, l'ingiuria vendicò. L'Italia, come il fulmine, percorse vincitore, spiegando il tricolore univa il Tebro al Po. Splende al sol d'Italia del Bersagliere la carabina, dalle giogaie alla marina è chiuso il varco all'invasor. | Texte en français Quand passent sur la route les audacieux Bersagliers, Je ressens affection et sympathie pour ces alertes militaires. Ils vont rapides et légers quand ils défilent en troupe, Quand le vent sur le chapeau fait voleter les plumes. L'Italie en un demi-siècle s'est couverte de gloire Elle doit sa victoire au vaillant Bersaglier. La troupe de La Marmora sur les champs de Crimée, La bouche Éridanéenne reprit à l'étranger. Brille au soleil d'Italie du Bersaglier la carabine, Des monts à la mer ferme le passage à l'envahisseur. Dès les premiers gémissements accourt le Bersaglier, Donne au malheureux des trésors de bonté et de force. Marche à la tête des régiments prêts à l'assaut, Ne quitte pas le front tant que le feu ne cesse pas. Tombé sur les rives de l'Adige, ressurgi à Solferino, Combattant à San Martino, l'injure il vengea. L'Italie, comme l'éclair, il parcourt vainqueur, Déployant le drapeau unissant le Tibre au Pô. Brille au soleil d'Italie du Bersaglier la carabine, Des monts à la mer ferme le passage à l'envahisseur. |

## Giulio Ricordi
Contrairement à une idée répandue sur Internet, Giulio Ricordi n'est pas à l'origine de la Marche des Bersagliers. Il compose cependant, tout de suite après la Bataille de San Martino, en 1859, son opus 65, La Battaglia di S. Martino : gran galop per pianoforte. La lithographie de Roberto Focosi en frontispice de la partition représente une action des bersagliers autour du roi Victor Emmanuel à cheval et la musique de Ricordi cite, entre autres, le « passo di corsa », caractéristique de ce corps d'élite, mais aussi la première phrase de la Marche royale d'ordonnance de Giuseppe Gabetti (it), comme une illustration pianistique de la bataille et de la victoire de la monarchie savoyarde, destinée à la réflexion du public habituel des salons de musique,.
En 1860, enrôlé volontaire comme sous-lieutenant, il participe à la bataille de Gaeta. Il est décoré de deux médailles et nommé lieutenant d'ordonnance à l'état-major sous les ordres du général Enrico Cialdini qui le prend en affection pour ses talents musicaux comme militaires. Tout jeune officier, il compose également, sur un texte du poète Giuseppe Regaldi, un Inno nazionale dédié à S. M. Vittorio Emanuele II parfois présenté, à tort, comme l'hymne des bersagliers et qui n'est pas non plus ni la Marche royale d'ordonnance, hymne du jeune Royaume d'Italie, ni l'hymne national, la République italienne ayant choisi l'Inno di Mameli, un temps en concurrence avec La légende du Piave.
| Inno nazionale Viva il magnanimo Emanüello, Nostro fratello, Soldato e Re. Per Lui siam liberi, Con Lui siam forti; L'itale sorti Il ciel gli die. | Baciate, o popoli, Lo scettro e il brando Che danno il bando A l'oppressor. Snidiamo i barbari Dal bel Paëse Con nove imprese Di patrio onor. | A voli splendidi Sorga l'ingegno: D'Italia un regno Dobbiam crëar. Vogliam col vindice Re Savoiardo Uno stendardo Dall'alpi al mar. | Riprenda Italia Coi tre colori Gli antichi allori, L'antica fé. Ci stringe unanimi Emanüello, Nostro fratello, Soldato e Re. |

## Dario Fo:Il dito nell'occhio
En 1953, Dario Fo, usant du comique, de la satire, de l'absurde et du grotesque, renverse le mythe du Risorgimento, qu'il estime fabriqué a posteriori par le pouvoir, dans un numéro de son « antirivista » Il dito nell'occhio, où il se sert de l'histoire du XIXe siècle pour critiquer l'Italie contemporaine, à une époque où la censure surveille les spectacles montrant les difficultés et les souffrances du peuple dans un pays où la Démocratie chrétienne est alors aux commandes et la société empreinte du « qualunquismo »,. 
Il dito nell'occhio est construit autour des trois épisodes les plus connus du Risorgimento, la première guerre d'indépendance italienne, l'expédition des Mille, et la prise de Rome, et se conclut sur l'idée d'une Italie unie ouverte sur l'Europe grâce aux chemins de fer et au tunnel du Simplon. Chacun des trois actes est divisé en deux scènes où l'on retrouve les mêmes personnages : dans la première, ceux qui agissent, un jeune volontaire bersaglier quittant sa famille pour aller au combat ; dans la deuxième, ceux qui parlent, deux personnages, portant haut-de-forme et écharpe tricolore, commentant la scène. Tout ce monde se retrouve dans le tableau final, où tous ne sont pas gagnants. 
La première scène montre, au lever du rideau, l'image de l'adieu à sa belle par le soldat, attendu par ses compagnons, sur un fond de décor éclairé par le soleil du risorgimento, image d'Épinal présente dans tous les manuels d’histoire. La diffusion off de la musique de Giuseppe Verdi accompagne l'autre partie de ce tableau statique : un chœur sur une estrade dirigé par son chef, dos au public. Puis la scène s'anime : – « Deh… non mi lasciare… » – « Ma cerca di capire, cara,… » En seulement deux répliques le public est transporté du registre du théâtre lyrique à celui du langage quotidien. La parodie est installée. La mise en scène comme le ton donné aux répliques y participe. Ainsi les deux fanti piumati se lancent-ils dans un passo di corsa effréné, mais sur place, au son de la marche d'Hertel, pendant que s'échangent les phrases les plus grotesques parce que sorties de leur contexte musical de chant de guerre pour être prononcées sur un ton de banale conversation émaillée d'imparfaits du subjonctif saugrenus. Ainsi du jeune volontaire en partance : « Lo sai che se non partissi anch’io sarebbe una viltà ? » et de sa belle en furie : « Bravo !... così se tu non tornassi, sarei anche una disgraziata… ! » réduisant à néant l'effet mystificateur du discours propagé par la musique et les textes écrits par des poètes au service du pouvoir et « destinées à fabriquer des consciences, à forger une mémoire ».
Entrent en scène ces messieurs au « cilindro », bavardant, pleins de bons sentiments pour les risques pris par autrui quand on est soi-même à l'abri, exprimant leur émotion affectée avec les mots de la Marche des bersagliers : « sento affetto e simpatia pei gagliardi militari, vanno rapidi e leggeri quando sfilano in drappello, quando il vento sul cappello fa le piume svolazzar », soulignant le marché de dupes dont le peuple est victime. La Marche des bersagliers est encore associée au deuxième tableau, l'expédition des Mille, où ces messieurs commentent les nouvelles en utilisant les mots des différentes versions de Garibaldo fu ferito : « Garibaldi fu ferito / fu ferito ad una gamba, / Garibaldi che comanda / che comanda i bersaglier. / I bersaglieri passano con la piuma sul cappello, / avanti colonnello, avanti colonnello, / bersaglieri passano con la piuma sul cappello, / avanti colonnello, avanti in libertà. » Garibaldi fu ferito mais : « / Hanno vinto i bersaglieri / Con la piuma sul cappello / C’è davanti il colonnello / E lo vogliamo fucilar ! » concluant à la nécessité de chasser cet étranger après l'épisode de l'Aspromonte. 
L'histoire ici n'est pas vue du côté des grands mais des petits : du côté de ceux qui la font pour de vrai ou de ceux qui ne le veulent pas la faire, dans les deux cas, ils iront à la guerre. C'est ce que dit la suite du spectacle. L'obligation est pour les soldats, regardés avec condescendance par la population bien pensante. La pièce montre le mécanisme de construction du mythe épique et patriotique et déconstruit les images véhiculées par une tradition livresque et chantante. Le spectacle est également rempli d'allusions au présent et au passé récent de l’Italie. À l'affiche durant cent-treize représentations au Piccolo Teatro di Milano puis, avec le même succès à Turin, Bologne, Gênes, Florence et Rome, Il dito nell'occhio, bien qu'événement théâtral, est davantage encensé par le public que par la critique prudente : Guido Aristarco (it) venait d'être condamné et emprisonné pour avoir publié dans la revue Cinema Nuovo (it) le scénario de son film L'armata s'agapò, qui présente l’armée italienne envoyée en Grèce par le gouvernement fasciste sous un jour peu glorieux.